# Публій Ліциній Красс (консул 171 року до н. е.)
Пу́блій Ліци́ній Красс (лат. Publius Licinius Crassus; ? — після 167 до н. е.) — політичний, державний і військовий діяч Римської республіки, консул 171 року до н. е.

## Життєпис
Походив з роду нобілів Ліциніїв. Син Гая Ліцинія Красса. Про молоді роки немає відомостей. 
У 176 році до н. е. його було обрано претором. Як провінцію отримав Ближню Іспанію.
171 року до н. е. його було обрано консулом разом з Гаєм Кассієм Лонгіном. Отримав право вести війну проти Персея, царя Македонії. Втім зазнав поразки в битві при Каллінікі (Фессалія). Незважаючи на це відмовився вести мирні перемовини з македонцями, а зажадав від Персея капітуляції. У 170 році до н. е. як проконсул залишився в Греції. Але незабаром за рішенням сенату був оштрафований й відкликаний до Риму.
У 167 році до н. е. був спрямований до Пергаму, де мав замирити царя Аттала II з галатами. Про подальшу долю Публія Ліцинія немає відомостей.